# Don Quixote (cràter)
Don Quixote és un cràter de l'asteroide del tipus Amor (433) Eros, situat amb el sistema de coordenades planetocèntriques a -57.7 ° de latitud nord i 250.8 ° de longitud est. Fa un diàmetre de 0.9 km. El nom va ser fet oficial per la UAI l'any 2003 i fa referència a Don Quixot (Alonso Quijano), cavaller errant de la novel·la El Quixot, de Miguel de Cervantes Saavedra (Espanya, 1605).